# Vicent Serrador i Alejos
Vicent Serrador i Alejos   (Picanya, 1868 - Picanya, 21 d'abril de 1944) fou un rector valencià, fill de Picanya.
Nascut al si d'una família de llauradors el seu destí va canviar al ser son pare assassinat, cosa que el feu apropar-se durant la seua infantesa a l'església bé ajudant com a escolà o cobrant les quotes de la Confraria de la Puríssima Sang . Des de ben menut Vicent va declinar-se per difondre el catolicisme i per la lluita de la classe obrera. El rector del poble, En Manuel Piñana juntament amb el suport dels familiars feu que ingressara al Seminari de València del Carrer Salvador. Va ser conegut com el «vicariet de Picanya».
La seua preocupació pel futur de la seua família feia que als mesos d'estiu compaginara els seus estudis amb els treballs del camp. 
El 1892 va ser ordenat sacerdot i des d'eixe moment va preocupar-se pels més desvalguts socialment. Uns dies més tard, durant la festivitat de Sant Josep, va cantar missa a l'església del seu poble;  era el primer fill del poble en ésser rector.
El seu primer destí eclesiàstic va ser l'església de Pinet, l'any 1892 d'on va passar a l'església de Nostra Senyora de l'Assumpció a Dénia. El 1894 va ser destinat a Torrent com a vicari de l'església de l'Assumpció de Nostra Senyora durant 14 anys. Allà per la seua joventut també se'l coneixia amb el nom de «vicariet». 
Allà va desenvolupar les tasques d'arxiver. Preocupat per les masses de treballadores de l'època va apropar-se al 
«Cercle Catòlic», entitat que es caracteritzava per defendre un bon tracte entre treballadors i patrons. Entre les tasques que duia a terme estaven les classes nocturnes de primer ensenyament, on Vicent hi participava. També va formar part de la creació d'una biblioteca o de vetllades científiques i xerrades de tot tipus, tant culturals com polítiques. Allà s'hi fomentava l'associacionisme, tant per l'adquisició d'adobs com de llavors, i fomentaven tot el que afectara l'economia dels llauradors.
Juntament amb d'altres persones, mossén Serrador fou un dels homes que feu possible la fundació de la «caixa de Torrent», fundada originàriament amb el títol de «Caixa Rural del Cercle Catòlic Obrer de Sant Josep» de Torrent; temps després passà a denominar-se "Caixa Rural i Sindicat Agrícola" per acabar anomenant-se «Caixa General d'Estalvis i Mont de Pietat de Torrent», de la qual Serrador fou sacerdot delegat i administrador caixer fins 1913,
any en que fou traslladat a la parròquia de Benimàmet. Anys després el seu nom va ser «Caixa d'estalvis de Torrent» i després a «Caixa Torrent». Aquesta entitat va ser absorbida per la CAM, i amb el temps pel Banc Sabadell.
L'any 1909 fou enviat a l'església del Pilar de València, com a coadjutor.
Va ser en estos anys quan Mossén Serrador motivat per la situació social valenciana va començar a preocupar-se per l'atur i les famílies, així com per l'habitatge i la construcció de cases noves. A l'església del Pilar va romandre fins el 1916, any en que fou destinat a la Parròquia de Sant Pere de la Catedral de València i va prendre possessió el 17 d'octubre de 1916. La incessant cua de «joves esgarriats» que cercaven el rector Vicent feu que Josep Real —sagristà de la Catedral—, fera una reclamació al respecte protestant per escrit a l'arquebisbe de València. En ella demanava un canvi de domicili pel picanyer.
La missió de Mossén Serrador no era altra que ajudar a tots els necessitats, ja fora facilitant-los
roba o cercant-los treball com a aprenents. Poc després amb l'ajuda de famílies adinerades de València, en saber-ne la tasca de Mossén Serrador, va fundar l'escola d'Arrancapins.
Un catedràtic de la Universitat, juntament amb algunes senyores de la noblesa, va organitzar al Centre Escolar i Mercantil una vetllada el 17 de novembre de 1917, a la qual assistiren 135 xiquets. Aquest fou el primer acte públic de l'escola. Amb aquella valuosa ajuda es van fundar:
- una escola graduada,
- una congregació mariana,
- un centre catequista,
- una caixa dotal,
- una cooperativa i una secció benèfica,
- un secretariat,
- una casa de família i d'acollida per a jovent desemparat.[8] Tot aquest projecte estava sota la responsabilitat del pare Vicent, conegut com el pare dels «golfos».[7] L'escola fundada pel rector de Picanya es mantenia gràcies a les almoines de la gent.[8]

## La revista "Cosas de chicos"
Una de les iniciatives impulsades per Mossén Serrador fou la creació de la revista «Cosas de chicos». El mètode d'ensenyament del centre es basava en la lectura de llibres, l'ús de gràfics, mapes, estampes i altres materials didàctics. A la classe d'escriptura se'ls ensenyava als alumnes a dibuixar lletres, gramàtica i dictats, així com també aritmètica elemental. Les classes solien impartir-se a mitjan vesprada i s'allargaven fins a les nou de la nit, en una escola de caràcter marcadament catòlic.

## Guerra Civil
Quan esclatà la Guerra Civil, Vicent Serrador es trobava a la casa Abadia de València. Com que la seua vida corria perill, es traslladà a casa d'uns amics, la família Tortosa. Tanmateix, el risc continuava sent evident, i per això decidiren organitzar la fugida del rector cap a Picanya, on el seu nebot Josep Baixauli Serrador exercia de jutge de pau, i Francesc, un altre nebot, formava part del Comité. La primera parada fou al carrer de l'Església número 21, on també s'hi amagava el rector Ricard Capella i Claramunt. Tanmateix, ell optà per traslladar-se a sa casa, situada al número 22 del mateix carrer. Molta gent sabia que en Vicent es trobava allí, fins i tot el Comité.
Entrada la tardor, el Comitè de Picanya rebé la visita d'alts mandataris de la UGT, que preguntaren per Vicent Serrador. Foren conduïts a casa del rector. La població pensava que se l'endurien detingut, però no fou així: aquells mandataris no eren altres que dos dels antics «golfos» que el Pare Vicent havia acollit a l'escola de la Sagrada Família d'Arrancapins. Li prometeren que ningú el molestaria i que ells es farien responsables de la seua vida. A més, donaren ordres al Comité local perquè, sota cap concepte, no s'interferira ni es causara cap molèstia al Pare Vicent.

## Societat cooperativa de cases barates del Barri del Carme
En Vicent Serrador i Alejos fou iniciador del barri del Carme de Picanya, un barri nascut a l'empara de la legislació sobre cases barates. L'Ajuntament de Picanya per acord del ple va decidir anomenar un carrer a la seua memòria el 15 d'octubre de 1960.